# Fabia subquadrata
Fabia subquadrata är en kräftdjursart som beskrevs av James Dwight Dana 1851. Fabia subquadrata ingår i släktet Fabia och familjen Pinnotheridae. Inga underarter finns listade i Catalogue of Life.